# Strophocerus chliara
Strophocerus chliara är en fjärilsart som beskrevs av Max Wilhelm Karl Draudt 1932. Strophocerus chliara ingår i släktet Strophocerus och familjen tandspinnare. Inga underarter finns listade i Catalogue of Life.